# メルゼブルクの呪文

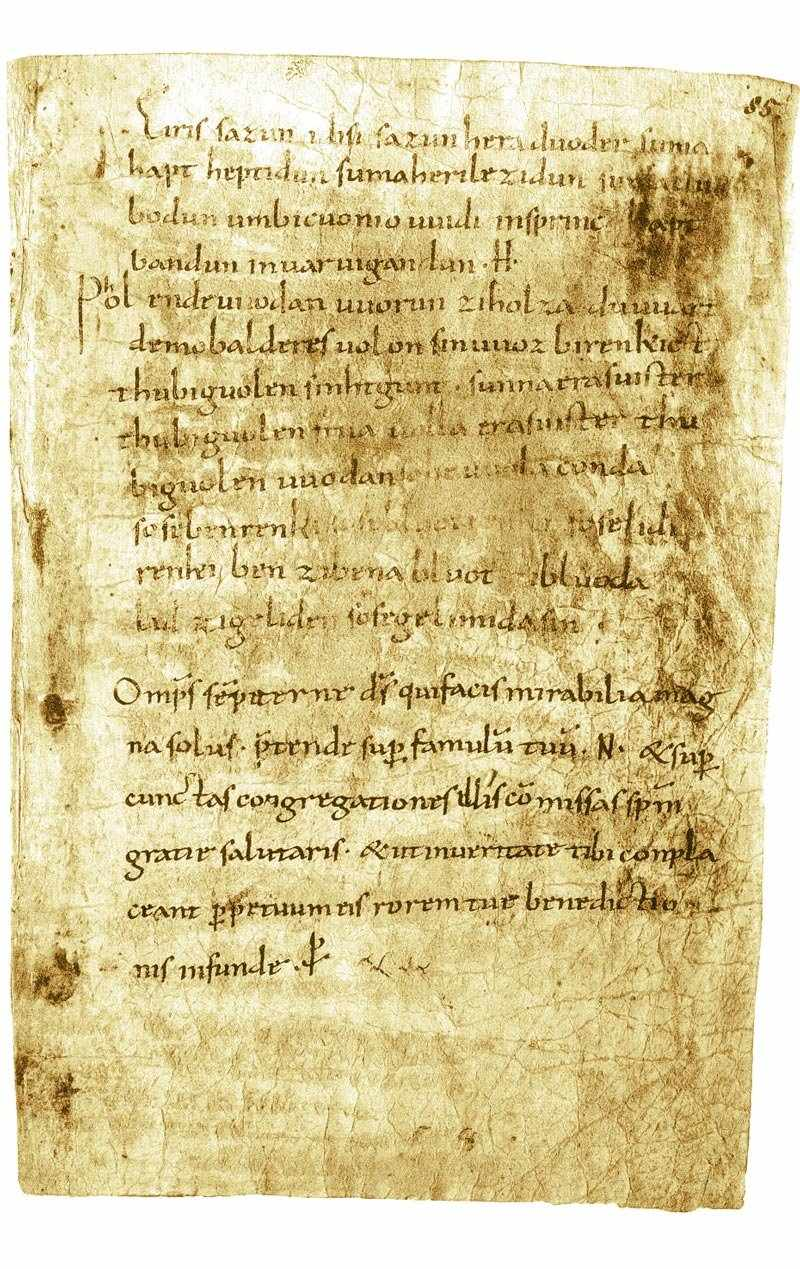
メルゼブルクの呪文
（メルゼブルク司教座聖堂参事会の図書館 Domstiftsbibliothek Merseburg 蔵、第136写本 第85葉・表。10世紀。）

メルゼブルクの呪文（メルゼブルクのじゅもん、独: die Merseburger Zaubersprüche）とは、古高ドイツ語で書かれた2編から成る中世の魔法、呪文、あるいはまじないである。これらは古高ドイツ語によるドイツ異教信仰の現存する唯一の実例として知られている。呪文は1841年、9世紀もしくは10世紀に書かれたフルダの神学の写本からゲオルク・ワイツによって発見されたが、呪文が成立した年代については説が分かれている。写本（Merseburg Domkapitel, Cod. 136。第85葉・表）はメルゼブルクの司教座聖堂参事会(略称「大聖堂」)の図書館に保存されており、これが呪文の名の由来となっている。

## 来歴
文字を持つ以前のゲルマン民族社会では、呪文（古高地ドイツ語: galstar、古ノルド語: galdr、 ガルドル）が、「有効な一連の繋がった言葉を唱えることで、魔法の力が人々の願いを叶える助けとなる」機能を有していた 。呪文はゲルマン語圏でかなりの数が生き延びたものの、それらが記録されたのは中世以降であるため、キリスト教的な特徴を持っていたり、影響が見られたりする。メルゼブルクの呪文が類を見ない点は、750年よりも前、キリスト教化以前の起源を明らかに反映していることである。呪文は10世紀に、理由は不明であるがフルダの修道院で教養のある聖職者により典礼書の空白のページに書き留められ、メルゼブルクの図書館に伝わった。こうして呪文はラテン語の典礼書(en)の表紙の見返しにカロリング小文字体で書かれ、伝えられた。
こんにち呪文はグリム兄弟の評価によって有名になったが、彼らは以下の通りに記述している。

ライプツィヒ、ハレそしてイェーナの間にあるメルゼブルク司教座参事会大聖堂の図書館は学者たちに訪問され利用された。皆がその写本を見過ごしたが、もしそれが取り上げられる機会があれば、有名な教会の品目のようにしか見えなかっただろう。しかし、今やそれは他に類を見ない内容であり、最も著名な図書館も、それに比肩しうる宝を持たないほどの価値があると言える…

メルゼブルクの呪文は後にグリム兄弟によって「発見されたドイツ英雄時代の二つの詩について（Über zwei entdeckte Gedichte aus der Zeit des deutschen Heldenthums）」（1842年）で公表された。
呪文の写本は2004年11月までメルゼブルク大聖堂で行われた「大聖堂と世界の間 メルゼブルク司教座聖堂参事会の1000年」という展示の展示品として陳列された。

## 呪文

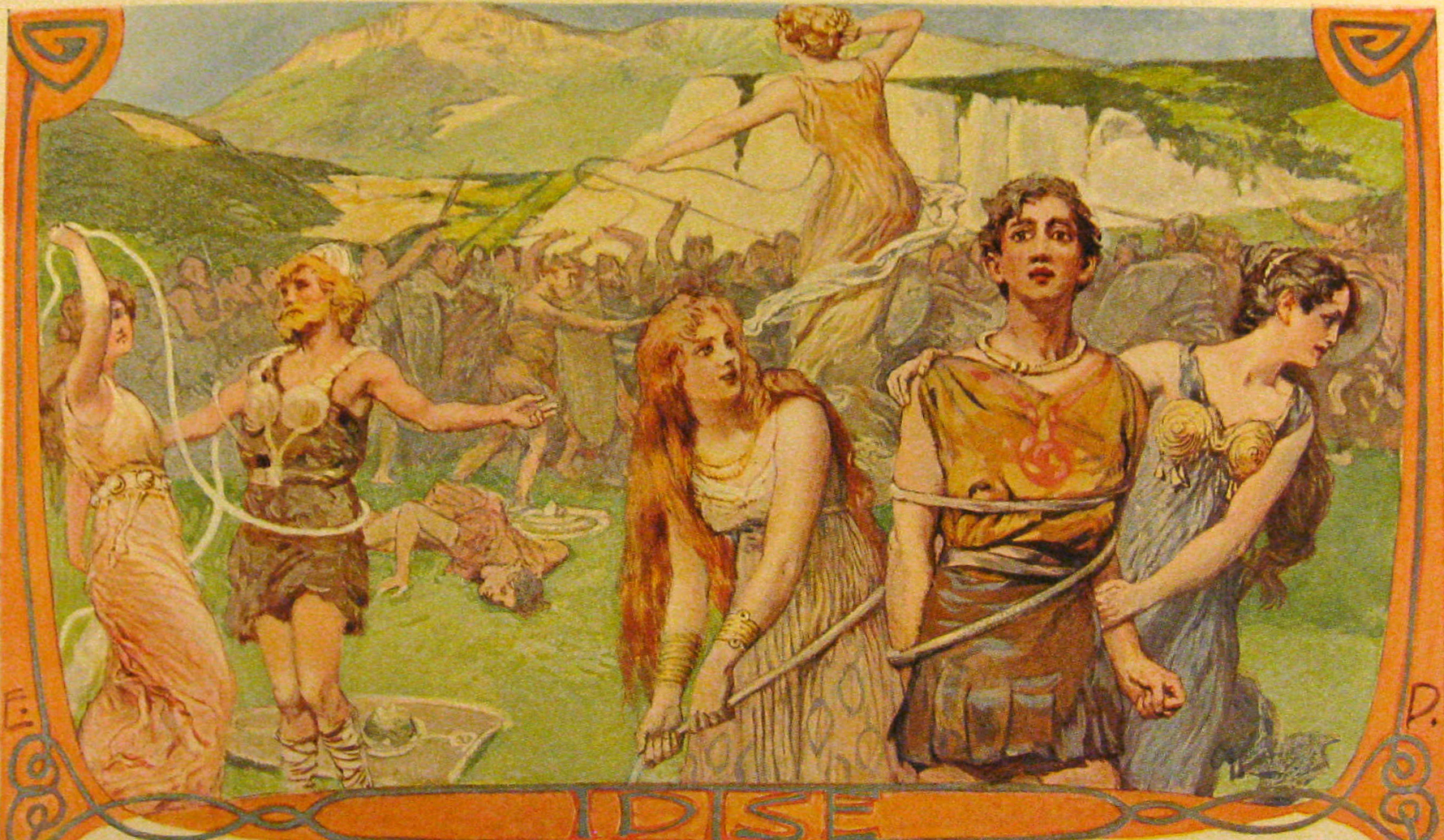
「イディス」エーミール・ドップラー画(1905)。

呪文はそれぞれ神話の出来事を物語る前文と、「元通りになれ、あるべき姿になれ」などのような、類似した表現による呪文の二つで構成される。この呪文の詩形は過渡期のものであり、頭韻法だけではなく、9世紀のキリスト教詩に取り入れられた脚韻も認められる。

### 1.身内生還の呪文
第一の呪文「身内生還の呪文」は、イディス（ヴァルキュリアたち）が戦闘で捕らえられた戦士たちを束縛から解放するものである。「足枷から逃れよ、敵より逃げよ」という最後の2行に戦士たちを解放するための魔法の言葉が込められている。

| Eiris sazun idisi sazun hera duoder. suma hapt heptidun, suma heri lezidun, suma clubodun umbi cuoniouuidi: insprinc haptbandun, inuar uigandun. | Once sat women, They sat here, then there. Some fastened bonds, Some impeded an army, Some unraveled fetters: Escape the bonds, flee the enemy! | かつて賢き女ども座せり ここかしこに。 ある者はいましめの鎖をととのえ、 ある者は敵の軍兵をおさえ、 ある者は鎖をむしりとれり。 「いましめを脱し、 敵を逃れよ！」 |

### 2.馬の呪文
フォルはヴォーダンと共に森に駒を進めていたときに、バルドルの馬の足を脱臼させてしまい、ヴォーダンは「血は血に、骨は骨に、膠（にかわ）で着けたように着け」と唱えるに至る。

| Phol ende uuodan uuorun zi holza. du uuart demo balderes uolon sin uuoz birenkit. thu biguol en sinthgunt, sunna era suister; thu biguol en friia, uolla era suister; thu biguol en uuodan, so he uuola conda: sose benrenki, sose bluotrenki, sose lidirenki: ben zi bena, bluot zi bluoda, lid zi geliden, sose gelimida sin. | Phol and Wodan were riding to the woods, and the foot of Balder's foal was sprained So Sinthgunt, Sunna's sister, conjured it. and Frija, Volla's sister, conjured it. and Wodan conjured it, as well he could: Like bone-sprain, so blood-sprain, so joint-sprain: Bone to bone, blood to blood, joints to joints, so may they be glued. | フォルとウォーダン駒にて森に入りたり。 バルドルの駒の前脚脱臼せり。 ここにてシントグントとその妹スンナこれに向かいて歌いたり。 フリイアとその妹フォラもこれに向かいて歌いたり。 彼（ウォーダン）は此れ上手（よ）くしたればなり: 骨の脱臼に際しては、血液の病に際しては、 肢の脱臼に際しては、 骨は骨へ、血液は血液へ、 肢は肢へ、接合すべし。 |

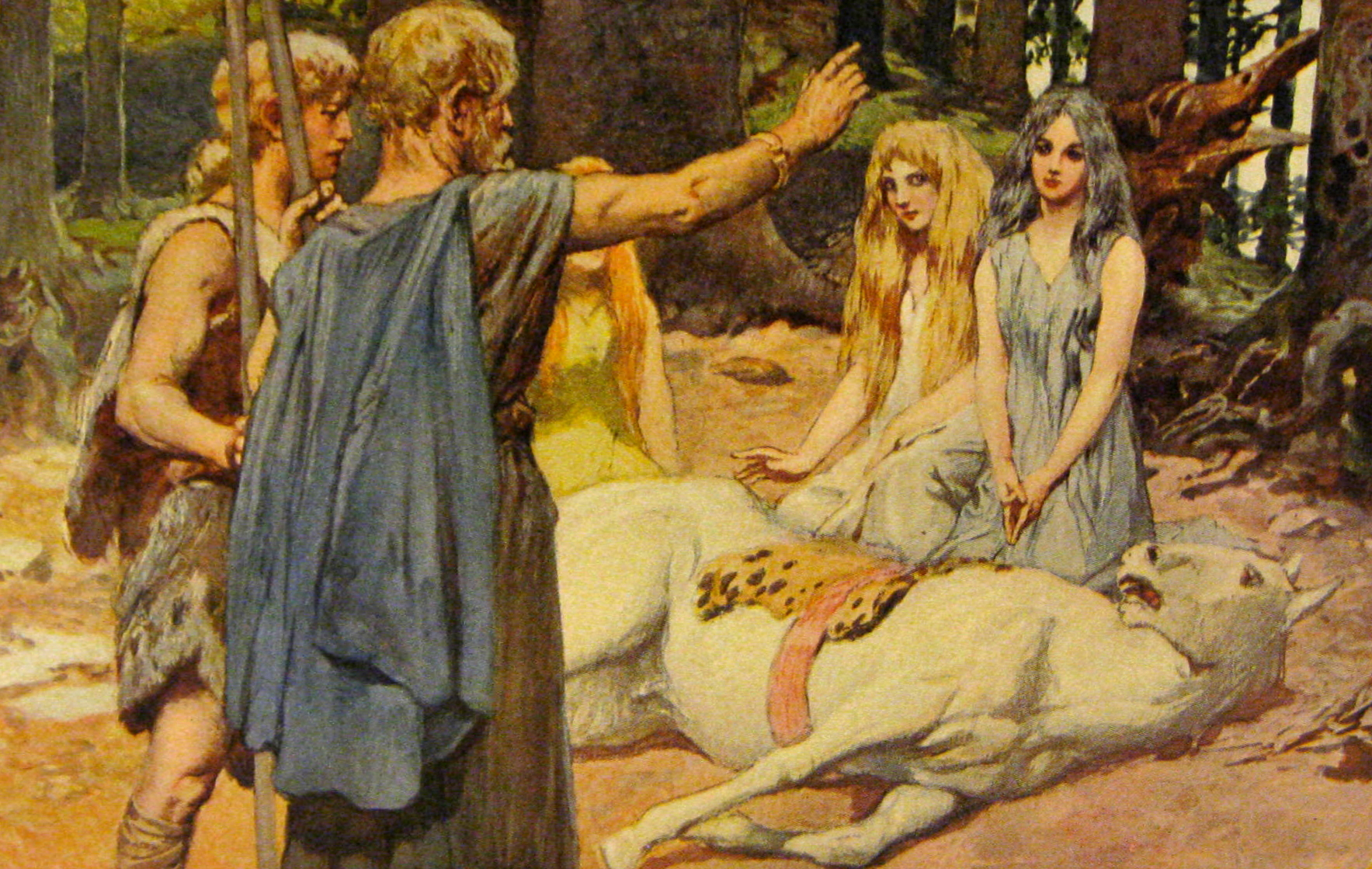
「バルデルの馬を癒すヴォーダン」エミール・デープラー画(1905)。

ヨーロッパ大陸のゲルマン神話において、"Uuôdan" はヴォーダン(北欧神話でいうところのオーディン)、"Frîia"はフリーヤ（en）と特定でき、フリーヤはフリッグあるいはフレイヤに対応する。
バルデルはおそらくバルドルだろう。ただし異説としては、これはじつは固有名(神名)ではなく、古英語bealdor(「主」)の同義ととり、ヴォーダン神のことであるとするものがあり、この呪文の高橋訳でも"Balderes volon"を「主神の馬」と訳しているのである。しかし、この異説には難色をしめす意見が出ている。
フォル(Phol)は明らかにフォラ(Uolla)の男性系であるが、文脈からバルデルの別名であることは明らかである。フォラはフリッグの侍女であまり重要ではない女神フッラと結びつく。スンナ（太陽）は北欧神話のソールに当たるが、彼女の姉妹シントグント(en)が誰であるか特定はされていない。

## 類似例

### 第1呪文
メルゼブルク第1呪文 (解放の呪文)については、 ベーダ著『イングランド教会史』第4巻第22章「解かれた囚人の足かせ」(" How a certain captive's chains fell off when masses were sung for him")
との類似性が、ヤーコプ・グリムによって指摘されている。この挿話は、弟が死んだと信じた兄が、弟の魂があらゆる束縛から逃れられるようにミサを上げる。しかし弟は生きて捕らわれの身となっていて、兄の祈りよって縛めを逃れ、最後には故郷へ帰るという物語である。彼を拘束していたエゼルレッド王の家臣は、何度縛っても拘束が緩むため、何故彼が縛めを逃れるのかを不思議がり、語り継がれた解縛の呪文によるものなのかと弟に訊ねるが、彼はキリストへの信仰ゆえと説明する筋立てになっている。
さらにソーフス・ブッゲは『古エッダ』 (ブッゲ編、1867年) に収録されている「グローアの呪文歌」の中で、グローアが息子に伝授する第五の呪文に「解き放ちの呪文」（古ノルド語:leysigaldr）の言及があるとし、参照として前述のベーダの挿話を挙げている。ただしこれは原文のLeifnis elda（一説では「レイヴニルの炎」の意）を強引に読み改めた結果の力説であり、「古ノルド語で《解き放ちの呪文》（レイシガルドル）があったという考察は誘惑的であるが、存在したという立証をなされず、メルゼブルクの呪文に該当するともいえない」など評される。

### 第2呪文
メルゼブルク第2呪文(馬の呪文)には類似する呪文が他の古ドイツ語に存在し、それらとの比較や考察が行われている。また北欧諸国にも、これと文言がよく似た馬を治療する呪文が民間伝承として残されている。それはノルウェーなどで黒書と称される魔導書の一種に保存されていることも多い。もっとも、呪文はキリスト教化されているため異教神の名は見当たらず、キリストや聖人の名などに置き換わってしまっている。
このほか、スコットランド・ゲール語、フィン語にも類似例が挙げられており、インド=ヨーロッパ起源説もとられ、太古インドのヴェーダ経典（アタルヴァ・ヴェーダ第4巻第12歌）に遡るとする推察も立てられている。
また考古学的な資料として、民族移動時代のゲルマン民族のブラクテアート(en)には、しばしばヴォーダン（オーディン）が馬を癒す場面が見られる。

### 古ドイツ語の類似例
他の古高ドイツ語や古低地ドイツ語（古ザクセン語）で、共通性の指摘を受けている例はある。例えば、ネッソ(Nesso)と呼ばれるなんらかの病原虫を駆除するための「ヴィーンの寄生虫の呪文」が、 グリム兄弟の兄ヤーコプなどによって共通例に挙げられている。次は寄生虫の呪文のザクセン語の例である（旧：Vidob. theol. 259 写本、現: ÖNB所蔵751写本。ドイツ語とラテン語混交のテキスト）：

| Contra vermes. (against worms) Gang ût, nesso, mit nigun nessiklînon, ût fana themo margę an that bên, fan themo bêne an that flêsg, ût fana themo flêsgke an thia hûd, ût fan thera hûd an thesa strâla. Drohtin, uuerthe so! | Go out, worm, with nine wormlings, out of the marrow into the bone, from that bone into the flesh, out from the flesh into the skin, out from that skin into this arrow. Lord, so will it be!" | 出でよ蟲よ、九匹の仔虫たちよ、 骨髄から骨へ、骨から肉へと、 肉から皮へ、皮からこの矢へと。 主よ、いざそうならしめよ！ |

グリムが説明するように、この呪文は「ネッソ」と称する虫に、体内から出よと命じ、それを受取る器の一種としての矢に誘いいれようとするものである。グリムによれば、この呪文は、写本でこれの前に登場する「ヴィーンの馬の呪文」(De hoc quod Spurihalz dicunt)と同様、馬が足を痛めたときに使用するもので、髄から骨（または腱）、肉から皮へ、という転移するパターンとが、くじき足（脱臼）の呪文と共通しているという。

### スカンディナヴィア
グリム兄弟の兄ヤーコプは『ドイツ神話学』 の第38章で、メルゼブルクの呪文（第2呪文）の名残をとどめるものとして、その当時も各国に伝わる民間信仰的な治癒の「おまじない」文句を挙げている。ノルウェーからは、イエスの御名において馬の怪我の回復を祈願する例、スウェーデンからはオーディン（前述のヴォーダンと同じ）に馬病（スウェーデン語flog; 英語 "fit"。「馬型ジステンパー」(腺疫)）の治癒を願うものと、女神フリッグに羊病の回復を願うものの2例を本文に掲載している。

#### ノルウェー
また、グリムが『ドイツ神話学』の付録に収録したまじないに、次の例がある。1787年の出版本が典拠で、1714年頃、ルター派聖職者von Westenが記録したものである。かつてベンジャミン・ソープが英訳をしているが、以下ではそれに近い英訳を引用する。

| gegen knochenbruch Jesus reed sig til heede, der reed han syndt sit folebeen. Jesus stigede af og lägte det; Jesus lagde marv i marv, been i been, kjöd i kjöd ; Jesus lagde derpaa et Blad, at det skulde blive i samme stad. i tre navne etc. (1714年頃、Thomas von Westen が記録; Hammond, "Nordiska Missions-historie" Kjøbenhaven 1787, pp.119-120) (グリム『ドイツ神話学』付録、第LXII番呪文) (≒バング司教の呪文集、第6呪文) | For a Broken Bone Jesus himself rode to the heath, And as he rode, his horse's bone was broken. Jesus dismounted and healed that: Jesus laid marrow to marrow, Bone to bone, flesh to flesh. Jesus thereafter laid a leaf So that these should stay in their place. (in the Three Names, etc.) (Stone(?)訳) (≒Thorpe訳) | 骨折に イエスおんみずから荒れ地に駒を進め、 行くうち、彼の馬、脛/骨を断てり イエスは下馬して癒したり イエスは置く、髄は髄に 骨は骨へ、肉は肉に、 イエスはそこへ一枚の葉を置きぬ 元の通りにあるべしと。 三つの御名のおいて、...等々。 |

実際、北欧スカンディナヴィアにおけるこうした馬の呪文の類例は相当な数がある。アントン・クリスチャン・バング司教が編纂したノルウェーの呪文集は(1901-2年)、北欧で「黒書〔スヴァットボーカ〕」(ノルウェー語: svarteboka)と称される魔導書から収集され、第1章は「オーディンと馬の足(か骨) (Odin og Folebene)」と題し、メルゼブルクの馬呪文との関連性を示唆した呪文34点が占める。
その呪文のほとんどは、18–19世紀に記録されたものだが、17世紀のものもあり、うち31点が馬の足治療の呪文である。
同書で題名に用いられる馬病名は、ノルウェー語: vredが大多数で、raina や bridge （sic）も散見されるが、いずれも類義語と考察されており、brigde「四肢の脱臼」というオーセンの『ノルウェー民族言語辞典』の定義があてはめられる。
バング司教の呪文集のうち、研究文献で実際にメルゼブルク第2呪文との対比が試みられているものを挙げると:
- 第2番"Jesus og St. Peter over Bjergene red.." (1668年頃、旧リスター・オグ・マーンダル県[注 12]の記録、デンマーク国立文書館（英語版）所蔵文献より)[37]
- 第6番、"Jesus red sig tile Hede.." (1714年頃、ロムスダール県、旧Veø町)。グリムが挙げた上述の呪文である[38][39]
- 第20番、"Jeus rei sin Faale over en Bru.." (1830年頃、オップラン県 Skåbu町）[40][注 13]
- 第22番、"Vor Herre rei.." (1847年頃、セテスダール地方（英語版）Valle町。『ノルウェー民話集』の共編者ヨルゲン・モー（英語版）が記録したもの)[41]

バング司教の呪文集の「オーディンと馬の足」の章には、主神オーディンの名を唱える呪文はひとつもない。オーディン、バルドルら異教神の名は、カトリック教会の弾圧下にあって鳴りをひそめ、キリストや聖人の名に置き換えられている。この発想はバング司教自身も弁論しているもので、グリムの著書やソーフス・ブッゲの私信などから影響を受けていることを明確にしている。グリムによれば、メルゼブルク馬呪文に類する民間呪文に登場するイエス・キリストは、バルドル神を代替したものである。その根拠として、北欧語では「白きキリスト(hvíta Kristr)」という定型句があり、バルドルもまた「白きアース神族」の異名をとることを挙げた。
メルゼブルクの呪文と著しく類似する馬の骨折を癒す呪文は、20世紀のノルウェーでも記録されているが、以下に挙げる例では、11世紀のオーラヴ2世に訴える祈願のかたちをとる：

| Les denne bøna: Sankt-Olav reid i den grøne skog, fekk skade på sin eigen hestefot. Bein i bein, kjøt i kjøt, hud i hud. Alt med Guds ord og amen (Martin Bjørndal が、 ノルウェーのムーレで収集) | To Heal a Bone Fracture Saint olav rode in green wood; broke his little horse's foot. Bone to bone, flesh to flesh, skin to skin. In the name of God, amen. (Kvideland, Sehmsdorf 訳) | 骨折の治癒に 聖オーラヴが馬に乗り 緑の森を進みたり 彼の小さき 馬は足を折りぬ。 骨は骨へ、 肉は肉へ、 皮は皮へ。 神の御名において、 アーメン。 |

面白い類例に、アスビョルンセン編『ノルウェー妖精物語と伝説集』の挿入話「印使いの術女の話 (En Signekjærrings Fortællinger)」がある。足をくじいた青年に対し、老女が「私があるとき馬に乗って門を抜けると("Jeg red mig engang igjennem et Led..")」に始まり「私の黒馬は足をくじいた、だから私は肉を肉に、血を血につなぎ…」と続く家畜用の呪文をブランデーの杯の上で唱えて治療を行う。

## 音楽
ドイツの特に中世メタル系のロックグループ等が『メルゼブルクの呪文』に着想を得て作品を作曲している。
- オーゲンヴァイデ（ドイツ語版）、アルバム「de:All die weil ich mag」(1974年)挿入曲、"Merseburger"。
- イン・エクストレモ、
  - アルバム「 (Verehrt und angespien) 」(1999年)、第一の呪文。
  - アルバム「Sünder ohne Zügel 」(2001年)、第二の呪文。
- コルブス・コラクス（英語版）、アルバム「Ante Casu Peccati」(1989年)に収録されている一曲の中に二編の詩を歌っている。
  - アルバム/プロジェクトユニット「タンツヴュート（ドイツ語版）」、編曲版。
- ナーグルファル、アルバム「Die Sprüche auf Virus West」の歌詞に呪文を盛り込んでいる。
- Eirisproject、アルバム「Germanic Mantra」(2007年)で、二編の呪文を主要な作品としている。
- イグニス・ファトゥ（ドイツ語版）、アルバム「Es Werde Licht」(2009年)の楽曲「Zauberspruch」で演奏。